# Лотарингия (область гражданского управления)
Область гражданского управления Лотарингия (нем. CdZ-Gebiet Lothringen) — французская территория, находящаяся в период с 1940 по 1944 годы под управлением немецкой гражданской администрации и предназначенная к полной германизации и последующего присоединения к территории Третьего рейха. Центр — город Саарбрюккен, территориально принадлежащий Саару. В городе Мец располагалось региональное представительство главы гражданской администрации, которым был назначен Йозеф Бюркель.

## История
Территория французской Лотарингии была занята немецкими войсками 22 июня 1940 года в результате французской кампании и сначала находилась под военным управлением. Специальным указом фюрера от 2 августа 1940 года территория департамента Мозель, принадлежащая в 1871—1918 годы Германии была передана под управление немецкой гражданской администрации. Позднее планировалось включение этого региона в состав Третьего рейха и образование нового рейхсгау Западная марка, в который также должны были войти Саар и Пфальц. Однако до конца войны этот план так и не был реализован.
В декабре 1944 года Лотарингия была занята американскими войсками, а после войны она снова вернулась к Франции.

## Административное деление
Территория области делилась на районы (landkreis) и города областного подчинения (stadtkreis):
- города областного подчинения
  - Мец
- районы
  - Диденхофен
  - Мец
  - Саарбург
  - Сааргемюнд
  - Зальцбург
  - Форбах
  - Больхен